# Festa dos Caminhoneiros
A Festa dos Caminhoneiros Foi idealizada pelo saudoso Antônio Francisco da Cunha, popularmente conhecido por Rolopeu, A festa é uma das mais tradicionais do pais, É realizada na cidade de Itabaiana estado de Sergipe, conhecida como a Capital Brasileira do Caminhão. A cidade é a que mais possui caminhões proporcionalmente. Há cerca de cinco mil caminhões para aproximadamente cem mil habitantes, ou seja, se cada caminhão levasse 20 pessoas, toda a cidade caberia em seus caminhões.

## História
Esta festa é realizada desde o ano de 1966, tendo portanto 58 anos de tradição no cenário nacional. É considerado o maior evento de caminhões do Brasil. Recebe todos os anos caminhoneiros e turistas de todo país, que vão a cidade conferir uma vasta programação festiva, enfatizando a cultura do município. Acontece dentro do trezenário de Santo Antônio, padroeiro da cidade. No dia 12 de Junho de cada ano os "heróis da estrada" são homenageados com grandes shows, brincadeiras, sorteios de prêmios, reunidos assim, na maior concentração de caminhoneiros do Estado. Esta festa já faz parte do calendário nacional a partir do ano 2000 quando a Prefeitura assumiu a organização através do Departamento de Esporte, Lazer, Eventos e Turismo (Deltur) veio a torna se a famosa Feira do Caminhão que reúne empresas ligadas ao setor numa grande exposição gerando negocio, trazendo lançamentos do mercado além de muita informação e prestação serviços para os caminhoneiros destaque para as montadoras, fabricantes de pneus e lonas e o Sest-Senat.  .
Há dentro existe eventos como a escolha da Rainha dos Caminhoneiros, o Torneio de futebol entre os caminhoneiros, realizado no Estádio Etelvino Mendonça, carreata de caminhões que começa ainda de madrugada assim a festa transcorre durante todo o dia, como também a carreata mirim trazendo o orgulho das crianças em fazer parte do sonho de ser caminhoneiro, além de vários shows musicais com artistas consagrados nacionalmente.